# Kunturiri
Kunturiri (aymara kunturi kondor, -(i)ri suffix, också Condoriri) är ett berg i Bolivia.   Det ligger i departementet Potosí, i den centrala delen av landet, 90 km sydväst om huvudstaden Sucre. Toppen på Kunturiri är 4 348 meter över havet, eller 321 meter över den omgivande terrängen. Bredden vid basen är 3,2 km.
Terrängen runt Kunturiri är huvudsakligen kuperad, men norrut är den bergig. Trakten är tätbefolkad. Närmaste större samhälle är Potosí, 12,4 km öster om Kunturiri. 